# Music Saved My Life
Music Saved My Life — дебютный студийный альбом Jean-Roch, выпущенный в 2012 году. 
Альбом издан собственным лейблом Jean-Roch — John-Roch Records. В альбоме представлены работы с известными мировыми исполнителями как Pitbull, Nayer, Flo Rida, Kat DeLuna, Busta Rhymes, Fat Joe, Amerie, Snoop Dogg, Fatman Scoop, Timati, Tara McDonald и Big Ali. В трек-лист также включены ремиксы на треки «I'm Alright» и «My Love Is Over», наз которыми работали M. Torres, Datamotion, Jim Leblanc, Twill, Get Far. Кроме того в альбом вошли и сольные треки Jean-Roch — такие как заглавный трек «Music Saved My Life», «Tell Me Why» и первый сингл из альбома «My Love Is Over», выпущенный в 2010 году.
В мае 2011 года вышел второй сингл «I'm Alright», в записи которого приняли участие американский рэпер Flo Rida и певица Kat DeLuna. В феврале 2012 года — третий сингл «Name Of Love» совместно с Pitbull и Nayer. В этом же году незадолго до выхода альбома «Music Saved My Life» вышел четвёртый сингл в сотрудничестве с американским рэпером Snoop Dogg под названием «Saint-Tropez». В июле 2012 года был представлен видеоклип на пятый сингл из альбома «Music Saved My Life», записанный совместно с российским рэпером Тимати, который называется «8 Days a Week».

## Список композиций
1. «Music Saved My Life» — 1:44
2. «Name Of Love» (feat. Pitbull & Nayer) — 3:25
3. «I'm Alright» (feat. Flo Rida & Kat DeLuna) — 3:31
4. «Middle Of Nowhere» (feat. Busta Rhymes) — 3:27
5. «My Love Is Over» — 3:17
6. «Fly Away» (feat. Fat Joe & Amerie) — 3:28
7. «Saint-Tropez» (feat. Snoop Dogg) — 3:48
8. «I See Your Light» (feat. Fatman Scoop) — 4:04
9. «Tell Me Why» — 3:21
10. «8 Days A Week» (feat. Timati) — 3:28
11. «Can U Feel It» (feat. Tara McDonald) — 3:28
12. «I'm Alright» (feat. Flo Rida & Kat DeLuna) (Chuckie Remix) — 7:06
13. «My Love Is Over» (M. Torres vs Datamotion Remix) — 5:58
14. «Name Of Love» (feat. Pitbull & Nayer) (Jim Leblanc Remix) — 3:34
15. «I'm Alright» (feat. Flo Rida & Kat DeLuna) (Twill Remix) — 7:22
16. «My Love Is Over» (Get Far Remix) — 3:12
17. «Can U Feel It» (feat. Big Ali) — 3:28